# 11-Décyltétracosane
L'11-décyltétracosane est un hydrocarbure saturé isomère du tétratriacontane. Il a donc pour formule C34H70.